# Juuso Puustinen
Juuso Puustinen (* 5. April 1988 in Kuopio) ist ein finnischer Eishockeyspieler,  der seit 2022 erneut bei JYP Jyväskylä in der Liiga unter Vertrag steht.

## Karriere
Juuso Puustinen begann seine Karriere als Eishockeyspieler in seiner Heimatstadt in der Nachwuchsabteilung von KalPa Kuopio, in der er bis 2006 aktiv war. Im NHL Entry Draft 2006 wurde der Flügelspieler in der fünften Runde an insgesamt 149. Stelle von den Calgary Flames ausgewählt. Anschließend erfolgte der Wechsel nach Nordamerika zu den Kamloops Blazers aus der kanadischen Juniorenliga Western Hockey League, die ihn beim CHL Import Draft 2006 in der ersten Runde als insgesamt 29. Spieler gezogen hatten und bei denen er 2008 bester Scorer war. Nebenbei bestritt er einige Partien für die finnische U20-Nationalmannschaft im Spielbetrieb der Mestis, der zweiten finnischen Spielklasse. 
Von 2008 bis 2010 spielte Pustinen für die Espoo Blues in der SM-liiga und nahm in der Saison 2008/09 mit seiner Mannschaft auf europäischer Ebene an der Champions Hockey League teil. Zur Saison 2010/11 wechselte er innerhalb der SM-liiga zu HPK Hämeenlinna. Anschließend wurde er von den Nashville Predators aus der National Hockey League unter Vertrag genommen, für deren Farmteam Milwaukee Admirals er in zwischen 2011 und 2013 in der American Hockey League spielte. Anschließend kehrte er nach Finnland zurück und war dort bis 2017 für den Helsingfors IFK aktiv.
In der Saison 2017/18 spielte er für JYP Jyväskylä und gewann mit JYP die Champions Hockey League, ehe er im Mai 2018 zusammen mit seinem Mannschaftskameraden Joonas Nättinen von Neftechimik Nischnekamsk aus der Kontinentalen Hockey-Liga unter Vertrag genommen wurde. Für Neftechimik absolvierte er 53 KHL-Partien, in denen er 20 Tore und 17 Torvorlagen erzielte. Zudem nahm er am KHL All-Star Game 2019 teil. Im Mai 2019 wechselte er innerhalb der KHL zum HK Sibir Nowosibirsk. Nachdem er die Spielzeit 2021/22 beim Örebro HK in der Svenska Hockeyligan verbracht hatte, kehrte er zu JYP Jyväskylä in die Liiga.

### International
Sein Debüt in der finnischen Nationalmannschaft gab Puustinen im Jahr 2006 in der U18-Auswahl, wo er bei der Weltmeisterschaft die Silbermedaille gewann. Bei der U20-Junioren-Weltmeisterschaft 2008 stand er ebenfalls im Kader.

## Erfolge und Auszeichnungen
- 2006 Silbermedaille bei der U18-Junioren-Weltmeisterschaft
- 2016 Finnischer Vizemeister mit dem Helsingfors IFK
- 2017 Bester Torschütze der Liiga-Play-offs
- 2018 Gewinn der Champions Hockey League mit JYP Jyväskylä
- 2019 KHL All-Star Game